# Terra vegetal
Terra Vegetal nada mais é que a terra comum misturada a restos de folhas, caules e gravetos já estabilizados. A matéria orgânica dos restos de vegetais isenta de agrotóxicos ou pragas faz com que a terra fique mais escura e com característica fertilizante, pois é rica em nutrientes para o cultivo e fortalecimento das mais diversas variações de plantas como sementeiras, floreiras, frutíferas, hortaliças e aquáticas.